# Любимовка (Новосибирская область)
Любимовка — упразднённый посёлок в Карасукском районе Новосибирской области. Располагался на территории современного Октябрьского сельсовета. Точная дата упразднения не установлена.

## География
Располагался в 7 км к юго-востоку от села Анисимовка у озера Большое Топольное.

## История
Основан в 1910 г. В 1928 г. поселок Любимовка состоял из 66 хозяйств. В составе Ново-Ивановского сельсовета Ново-Алексеевского района Славгородского округа Сибирского края.

## Население
По переписи 1926 г. в посёлке проживало 303 человека (146 мужчин и 157 женщин), основное население — украинцы.